# Fred Merkel
Fred Merkel, född 28 september 1962 i Stockton, Kalifornien, USA, är en före detta roadracingförare som vann världsmästerskapen i Superbike 1988 och 1989.

## Segrar Superbike
| Nr | Bana           | Heat | År   |
| -- | -------------- | ---- | ---- |
| 1  | Hungaroring    | 1    | 1988 |
| 2  | Manfeild       | 1    | 1988 |
| 3  | Hungaroring    | 1    | 1989 |
| 4  | Hungaroring    | 2    | 1989 |
| 5  | Mosport Park   | 1    | 1989 |
| 6  | Donington Park | 1    | 1990 |
| 7  | Hungaroring    | 1    | 1990 |
| 8  | Hockenheim     | 1    | 1990 |